# Programmable Array Logic

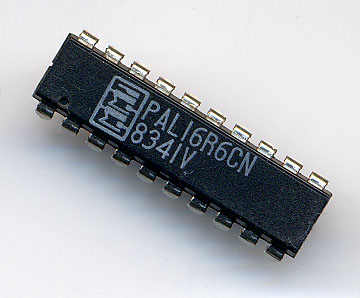
MMI 16R6 PAL en la versión de 20-pines DIP

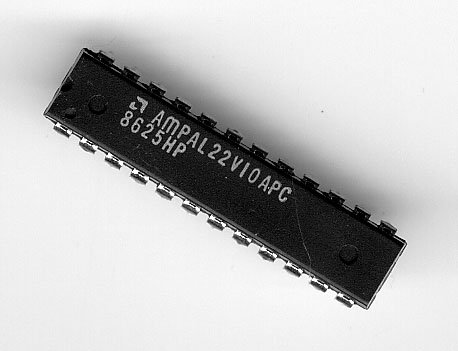
AMD 22V10 en la versión de 24-pines DIP

Una  matriz lógica programable  o  PAL  es un dispositivo diseñado por la empresa Monolithic Memories (ahora adquirida por AMD) y ha sido sin duda el circuito programable más utilizado durante décadas.
La estructura de una PAL, derivada de las PLA, se basa en que cualquier función lógica puede ser descrita por sumas de productos lógicos. Un dispositivo PAL tiene una matriz de entrada formada por una puerta AND conectada a una serie de puertas OR, con las salidas conectadas a un pin del dispositivo. La matriz de puertas AND es programable y, por tanto, permite efectuar el producto lógico con cualquier combinación de las entradas primarias.